# يوم المسالح
يوم المسالح أحد أيام العرب في الجاهلية، بين ضمرة بن ضمرة الدارمي وملك الحيرة المنذر، بسبب كثرة غارات ضمرة على الحيرة.

## المعركة
شقة بن ضمرة بن جابر بن قطن بن نهشل بن دارم، سيد من سادات بني نهشل. كان شقة بن ضمرة يغير على مسالح، جمع مسلحة، وهي الحامية العسكرية للمناذرة ملوك العراق في ذلك الوقت، وكان أحيانا ينقض على أطراف مملكة المناذرة وينهب منها ما ينهب، لذا أرسل المنذر بن المنذر وقيل النعمان بن المنذر سرايا عسكرية لقتل شقة بن ضمرة أو القبض عليه، ولكنها عجزت عن ذلك فقد كان يتحصن بمجاهل الصحراء بحكم خبرته بمسالك الصحراء وبموارد المياه، فهو فارس شجاع لا يقعقع له بالشنان. وأخيراً أضطر المنذر أن يهب شقة بن ضمرة ألفا من هجائن النعمان المشهورة.

## شقة بن ضمرة والمنذر
فَوَفَد شِقَّة بن ضَمَرَة على المُنذِر وقيل النُّعمَان بن المُنذِر فَلَمَّا نظر إِلَيْهِ ازدراه وَكَانَ شِقَّة دميماً.
فَقَالَ المنذر:«تَسْمَعُ بالُمَعْيِديِّ خَيْرٌ مِنْ أنْ تَرَاهُ»
فَقَالَ شِقَّة:«مهلا أَيهَا الْملك إِن الرِّجَال لَا يكالون بالصيعان (وَإِنَّمَا الْمَرْء بأصغريه قلبه وَلسَانه) إِن قَاتل قَاتل بجنان وَإِن نطق نطق بِبَيَان»
قَالَ المنذر:«صدقت لله دَرك هَل لَك علم بالأمور وولوج فِيهَا»
قَالَ شِقَّة:«وَالله إِنِّي لأبرم مِنْهَا المسحول وأنقض مِنْهَا المفتول وأجيلها حَتَّى تجول ثمَّ أنظر إِلَى مَا تؤول وَلَيْسَ للأمور بِصَاحِب من لم ينظر فِي العواقب»
قَالَ المنذر:«صدقت لله دَرك فَأَخْبرنِي مَا الْعَجز الظَّاهِر والفقر الْحَاضِر والداء العياء والسوأة السوآء»
قَالَ شِقَّة: «أما الْعَجز الظَّاهِر فَهُوَ الشَّاب الْقَلِيل الْحِيلَة اللُّزُوم للحليلة الَّذِي يحوم حولهَا وَيسمع قَوْلهَا إِن غضِبت ترضاها وَإِن رضيت تفداها وَأما الْفقر الْحَاضِر فالمرء لَا تشبع نَفسه وَإِن كَانَ من ذهب خلسه وَأما الدَّاء العياء فجار السوء إِن كَانَ فَوْقك قهرك وَإِن كَانَ دُونك همزك وَإِن أَعْطيته كفرك وَإِن منعته شتمك فَإِن كَانَ ذَاك جَارك فأخل لَهُ دَارك وَعجل مِنْهُ فرارك وَإِلَّا فأقم بذل وصغار وَكن ككلب هرار وَأما السوءة السوآء فالحليلة الصخابة الْخَفِيفَة الوثابة السليطة السبابَة الَّتِي تعجب من غير عجب وتغضب من غير غضب الظَّاهِر عيبها الْمخوف غيبها فَزَوجهَا لَا تصلح لَهُ حَال وَلَا ينعم لَهُ بَال إِن كَانَ غَنِيا لم يَنْفَعهُ غناهُ وَإِن كَانَ فَقِيرا أبدت لَهُ قلاه فأراح الله مِنْهَا بَعْلهَا وَلَا متع بهَا أَهلهَا».
فأعجب المنذر حسن كَلَامه وَحُضُور جَوَابه فَأحْسن جائزته.
فسماه ضَمْرة باسم أبيه، فهو ضَمْرة بن ضمرة.
وقَوْلهم (تَسْمَعُ بالُمَعْيِديِّ خَيْرٌ مِنْ أنْ تَرَاهُ) وقولهم (إِنَّمَا الْمَرْء بأصغريه قلبه وَلسَانه) أصبحت من أمثال العرب.